# 김산군
| Daedongyeojido (Gyujanggak) 16-03.jpg |
| Daedongyeojido (Gyujanggak) 17-03.jpg |

김산군(금산군, 金山郡)은 경상북도 김천시의 전신에 해당하는 행정 구역이다. 1914년에 개령군, 지례군을 통합하여 김천군으로 개칭하였다.

## 역사
신라시대에는 풍무현(風茂縣)이라 하였으며, 감문군(甘文郡)의 영현이었다. 1018년(현종 9) 경산부(京山府)에 이속시키고, 공양왕 때에 감무(監務)를 두었다.
조선시대에 들어와서는 정종이 황악산(黃嶽山)에 어태(御胎: 임금의 태)가 봉안되었다고 하여 김산군으로 승격시켰다. 1895년(고종 32) 23부제 실시 때에는 대구부 관할의 김산군이 되었고, 그 이듬해 13도제 실시에 따라 경상북도의 3등군이 되었다.
1914년 행정구역개편 때 이웃의 지례(知禮)ㆍ개령(開寧)의 두 군과 성주군의 신곡면(薪谷面)을 합쳐 새로 김천군을 만들었다. 이리하여 옛 김산군의 영역은 김천시, 조마ㆍ대항ㆍ금릉ㆍ봉산ㆍ어모ㆍ감문ㆍ감천면 등으로 재편성되었다.

## 1914년 이후
| 통폐합 전 | 통폐합 후 (김천군) | 통폐합 후 (김천군)                                             |
| 구 행정구역 | 신 행정구역        | 신 행정구역                                                    |
| --- | ------------------ | -------------------------------------------------------------- |
| 김산군 고가대면(古加大面) 금곡동/상송동/대방동 일부/(성주군 신곡면)송곡동, 상리/중리/하리/양곡동, 지수동/지대동/(군내면)마좌동 | 감천면             | 금송동, 양천동, 지좌동                                         |
| 김산군 조마남면(助馬南面) 구곡동/강평동, 하회동/신갑동 일부/(남천면)삼정리/누산동, 나부동/철수동/미곡동/중리/신석동, 신촌/신기동/안누동/신하동/지동/구미동/중동/죽정동, 도암동/상장동/하장동/점동/복동 | 조마면             | 강곡동, 삼산동, 신곡동, 신안동, 장암동                         |
| 김산군 남천면(南川面) 대평동/성곡동/수방동, 수왕동/박리/송정동/신계동 | 조마면             | 대방동, 신왕동                                                 |
| 김산군 과내면(果內面) 중기동/하기동/배평동/광천동/상기동 일부/내방동 일부/광명동 일부/(과외면)죽방동 일부, 금곡동/상두동/하두동/상기동 일부 | 과곡면             | 광명동, 금평동                                                 |
| 김산군 과외면(果外面) 대방동/송평동/궁장동/수동/죽방동 일부/(과내면)내방동 일부/광명동 일부, 관동/황각동/양촌/중리, 하곡동/강성동/신기동, 진흥동/평전동/내고동/외고동 | 과곡면             | 송죽동, 양각동, 하강동, 흥평동                                 |
| 김산군 대항면(代項面) 행정동/반곡동 일부/대사동 일부/죽전동 일부/용복동 일부/(미곡면)이로동 일부/(파미면)하지동 일부, 공자동/창평동/방하동/대덕동/사점동, 세송동/본점동/왕대동/덕산동/용복동 일부/죽전동 일부/대사동 일부/(황남면)천포동 일부/남전동 일부/도산동 일부/하마전동 일부/덕국동/신평동/세송동, 본리/돌미동/백운동, 화곡동/주송동/삼거동, 묘내동/지천동/광암동 일부/(황남면)상마전동 일부/방하치동 | 대항면             | 대룡동, 대성동, 덕전동, 운수동, 주례동, 향천동                 |
| 김산군 김천면(金川面) 하신기동 일부/성산동 일부, 하동/갈마동 일부/중동 일부/상신기동 일부/성내동 일부/우동 일부/하신기동 일부, 갈마동 일부/성내동 일부/원동 일부/중동 일부, 하신기동 일부, 성내동 일부/상신기동 일부/갈마동 일부, 하신기동 일부 | 김천면             | 금정, 남산정, 대화정, 본정, 성내정, 욱정                       |
| 김산군 구소요면(求所要面) 신풍동/상현동/중현동/하현동/신현동/여남동/유점동, 도치량동/능점동/능청동, 본도리/비점동/빈암동 일부/은석동 일부, 개계동/평성동/사촌/빈암동 일부, 봉항동/중리/은석동 일부/신기동 일부 | 구소요면           | 구례동, 능치동, 도암동, 옥계동, 은기동                         |
| 김산군 황남면(黃南面) 시목동/돈목동/곤천동/송라동/광동, 신계동/입석동 일부/도산동 일부/남전동 일부/천포동 일부, 복산동/상마전동 일부/하마전동 일부/남전동 일부/(대항면)광암동 일부, 금화동/상중리/상리, 고도암동/신기동/가성동/신촌, 태평동/봉산동/주점동/하리/하중리 | 봉산면             | 광천동, 덕천동, 복전동, 상금동, 신암동, 태화동                 |
| 김산군 파미면(巴彌面) 하지동 일부/(군내면)금평동 일부/(대항면)반곡동 일부/(미곡면)이로동 일부, 상리/중리 일부/상지동 일부, 신입동/상지동 일부/하지동 일부/중리 일부/(황남면)입석동 일부 | 봉산면             | 신동, 인의동, 예지동                                           |
| 김산군 군내면(郡內面) 교리/향동/상리 일부, 중리/상리 일부/하리 일부/이천동 일부/금평동 일부/(파미면)하지리 일부, 금음동/금신동/부거리, 문산동/모보동/당동/이천동 일부 | 금릉면             | 교동, 삼락동, 신음동, 문당동                                   |
| 김산군 미곡면(米谷面) 구신기동/본리 일부/이로동 일부/(군내면)금평동 일부/(파미면)하지리 일부, 부곡동/모지동/신기동/(김천면)원동 일부, 옥산동/노증리/본리 일부/(군내면)하리 일부 | 금릉면             | 다수동, 부곡동, 백옥동                                         |
| 김산군 천상면(川上面) 하남동/지산동/진목동 일부/상남동 일부/길계동 일부/(천하면)신기동 일부, 동리/좌동/마존동 일부/(구소요면)신기동 일부, 노옥동/율동/상남동 일부/(천하면)중중리 일부, 응전동/독정동/괴동/(개령군 서면)대보동 일부 | 아천면             | 남산동, 동좌동, 옥율동, 응명동                                 |
| 김산군 천하면(川下面) 하덕동/평촌/덕림동 일부/(위량면)하군동 일부/구야동 일부/(개령군 서면)대촌 일부, 동산동/진목동 일부/신기동 일부/오청동 일부/하리 일부/(천상면)길계동 일부/(개령군 서면)대촌 일부/덕송동 일부, 상덕동/갈마동, 중중리 일부/하리 일부/덕림리 일부/(천상면)마존동 일부 | 아천면             | 군자동, 다남동, 덕마동, 중왕동                                 |
| 김산군 위량면(位良面) 상군동 일부/나가동 일부/구야동 일부/(개령군 서면)대촌 일부, 금곡동/적하리 일부/(개령군 북면)모성동 일부, 나가동 일부/금보동 일부/상군동 일부/(개령군 북면)상보동 일부, 남곡동, 고도리/상군동 일부, 상여동/하여동, 송문동/성북동, 본리/상군동 일부/하군동 일부 | 위량면             | 구야동, 금곡동, 금라동, 남곡동, 도명동, 문무동, 송북동, 은림동 |